# Oleksandr Karavajev
Oleksandr Oleksandrovyč Karavajev (in ucraino  Олександр Олександрович Караваєв?; Cherson, 2 giugno 1992) è un calciatore ucraino, centrocampista della Dinamo Kiev e della nazionale ucraina.

## Carriera

### Club
Cresciuto nel settore giovanile dello Šachtar, nel marzo del 2012 viene prestato al Sevastopol', dove vince il campionato di seconda divisione. Rimane anche la stagione successiva in prestito, giocando il campionato di massima serie da titolare. Al termine della stagione, conclusasi con la scomparsa del club crimeano, ritorna allo Šachtar, che lo rigira nuovamente in prestito allo Zorja Luhans'k, dove esordisce in Europa League. Il 21 marzo 2021 realizza la sua prima rete - e contestualmente la sua prima doppietta - con la maglia della Dinamo Kiev, in occasione della partita di campionato vinta per 3-0 contro il Ruch L'viv. Il 9 dicembre 2021 gioca la sua partita numero 100 con la maglia della Dinamo Kiev.

### Nazionale
Dopo aver giocato in tutte le selezioni giovanili dell'Ucraina, nel 2015 ottiene la sua prima chiamata in nazionale maggiore, esordendo il 9 ottobre 2015 in un incontro valido per le qualificazioni ad Euro 2016, vinto per 2-0.
Viene convocato per gli Europei 2016 in Francia.

## Statistiche

### Presenze e reti nei club
Statistiche aggiornate al 27 luglio 2022.
| Stagione           | Squadra            | Campionato         | Campionato | Campionato | Coppe nazionali | Coppe nazionali | Coppe nazionali | Coppe continentali | Coppe continentali | Coppe continentali | Altre coppe | Altre coppe | Altre coppe | Totale | Totale | Totale |
| Stagione           | Squadra            | Comp               | Pres       | Reti       | Comp            | Pres            | Reti            | Comp               | Pres               | Reti               | Comp        | Pres        | Reti        | Pres   | Reti   |        |
| ------------------ | ------------------ | ------------------ | ---------- | ---------- | --------------- | --------------- | --------------- | ------------------ | ------------------ | ------------------ | ----------- | ----------- | ----------- | ------ | ------ | ------ |
| mar.-mag. 2012     | Sevastopol'        | 1L                 | 10         | 1          | KU              | -               | -               | -                  | -                  | -                  | -           | -           | -           | 10     | 1      |        |
| 2012-2013          | Sevastopol'        | 1L                 | 26         | 5          | KU              | 5               | 1               | -                  | -                  | -                  | -           | -           | -           | 31     | 6      |        |
| 2013-2014          | Sevastopol'        | PL                 | 24         | 2          | KU              | 1               | 0               | -                  | -                  | -                  | -           | -           | -           | 25     | 2      |        |
| Totale Sevastopol' | Totale Sevastopol' | Totale Sevastopol' | 60         | 8          |                 | 6               | 1               |                    |                    |                    |             |             |             | 66     | 9      |        |
| 2014-2015          | Zorja              | PL                 | 24         | 2          | KU              | 4               | 0               | UEL                | 6                  | 0                  | -           | -           | -           | 34     | 3      |        |
| 2015-2016          | Zorja              | PL                 | 25         | 8          | KU              | 8               | 4               | UEL                | 4                  | 0                  | -           | -           | -           | 37     | 12     |        |
| lug.-dic. 2016     | Zorja              | PL                 | 17         | 6          | KU              | 1               | 0               | UEL                | 6                  | 0                  | -           | -           | -           | 24     | 6      |        |
| gen.-mag. 2017     | Fenerbahçe         | SL                 | 3          | 0          | TK              | 3               | 0               | UEL                | -                  | -                  | -           | -           | -           | 6      | 0      |        |
| 2017-2018          | Zorja              | PL                 | 26         | 1          | KU              | 1               | 0               | UEL                | 6                  | 0                  | -           | -           | -           | 33     | 1      |        |
| 2018-2019          | Zorja              | PL                 | 31         | 8          | KU              | 3               | 0               | UEL                | 4                  | 2                  | -           | -           | -           | 38     | 10     |        |
| Totale Zorja       | Totale Zorja       | Totale Zorja       | 123        | 25         |                 | 17              | 4               |                    | 26                 | 2                  |             |             |             | 166    | 31     |        |
| 2019-2020          | Dinamo Kiev        | PL                 | 28         | 0          | KU              | 3               | 0               | UCL+UEL            | 1+4                | 0+0                | SU          | 1           | 0           | 37     | 0      |        |
| 2020-2021          | Dinamo Kiev        | PL                 | 23         | 3          | KU              | 3               | 0               | UCL+UEL            | 7+3                | 0+0                | SU          | 1           | 0           | 37     | 3      |        |
| 2021-2022          | Dinamo Kiev        | PL                 | 18         | 0          | KU              | 1               | 0               | UCL                | 6                  | 0                  | SU          | 1           | 0           | 26     | 0      |        |
| 2022-2023          | Dinamo Kiev        | PL                 | 0          | 0          | -               | -               | -               | UCL                | 2                  | 1                  | SU          | 0           | 0           | 2      | 1      |        |
| Totale Dinamo Kiev | Totale Dinamo Kiev | Totale Dinamo Kiev | 69         | 3          |                 | 7               | 0               |                    | 23                 | 1                  |             | 3           | 0           | 102    | 4      |        |
| Totale carriera    | Totale carriera    | Totale carriera    | 255        | 36         |                 | 33              | 5               |                    | 49                 | 3                  |             | 3           | 0           | 340    | 44     |        |

### Cronologia presenze e reti in nazionale
| Cronologia completa delle presenze e delle reti in nazionale ― Ucraina | Cronologia completa delle presenze e delle reti in nazionale ― Ucraina | Cronologia completa delle presenze e delle reti in nazionale ― Ucraina | Cronologia completa delle presenze e delle reti in nazionale ― Ucraina | Cronologia completa delle presenze e delle reti in nazionale ― Ucraina | Cronologia completa delle presenze e delle reti in nazionale ― Ucraina | Cronologia completa delle presenze e delle reti in nazionale ― Ucraina | Cronologia completa delle presenze e delle reti in nazionale ― Ucraina |
| Data                                                                   | Città                                                                  | In casa                                                                | Risultato                                                              | Ospiti                                                                 | Competizione                                                           | Reti                                                                   | Note                                                                   |
| ---------------------------------------------------------------------- | ---------------------------------------------------------------------- | ---------------------------------------------------------------------- | ---------------------------------------------------------------------- | ---------------------------------------------------------------------- | ---------------------------------------------------------------------- | ---------------------------------------------------------------------- | ---------------------------------------------------------------------- |
| 9-10-2015                                                              | Skopje                                                                 | Macedonia                                                              | 0 – 2                                                                  | Ucraina                                                                | Qual. Euro 2016                                                        | -                                                                      | 86’                                                                    |
| 14-11-2015                                                             | Leopoli                                                                | Ucraina                                                                | 2 – 0                                                                  | Slovenia                                                               | Qual. Euro 2016                                                        | -                                                                      | 90+1’                                                                  |
| 29-5-2016                                                              | Torino                                                                 | Romania                                                                | 3 – 4                                                                  | Ucraina                                                                | Amichevole                                                             | -                                                                      | 71’                                                                    |
| 9-10-2016                                                              | Cracovia                                                               | Ucraina                                                                | 3 – 0                                                                  | Kosovo                                                                 | Qual. Mondiali 2018                                                    | -                                                                      | 79’                                                                    |
| 15-11-2016                                                             | Charkiv                                                                | Ucraina                                                                | 2 – 0                                                                  | Serbia                                                                 | Amichevole                                                             | -                                                                      | 46’                                                                    |
| 6-10-2017                                                              | Scutari                                                                | Kosovo                                                                 | 0 – 2                                                                  | Ucraina                                                                | Qual. Mondiali 2018                                                    | -                                                                      |                                                                        |
| 9-10-2017                                                              | Kiev                                                                   | Ucraina                                                                | 0 – 2                                                                  | Croazia                                                                | Qual. Mondiali 2018                                                    | -                                                                      |                                                                        |
| 10-11-2017                                                             | Leopoli                                                                | Ucraina                                                                | 2 – 1                                                                  | Slovacchia                                                             | Amichevole                                                             | -                                                                      | 63’                                                                    |
| 23-3-2018                                                              | Marbella                                                               | Arabia Saudita                                                         | 1 – 1                                                                  | Ucraina                                                                | Amichevole                                                             | -                                                                      |                                                                        |
| 27-3-2018                                                              | Liegi                                                                  | Giappone                                                               | 1 – 2                                                                  | Ucraina                                                                | Amichevole                                                             | 1                                                                      | 63’                                                                    |
| 31-5-2018                                                              | Ginevra                                                                | Marocco                                                                | 0 – 0                                                                  | Ucraina                                                                | Amichevole                                                             | -                                                                      |                                                                        |
| 3-6-2018                                                               | Zurigo                                                                 | Albania                                                                | 1 – 4                                                                  | Ucraina                                                                | Amichevole                                                             | -                                                                      | 82’                                                                    |
| 10-10-2018                                                             | Genova                                                                 | Italia                                                                 | 1 – 1                                                                  | Ucraina                                                                | Amichevole                                                             | -                                                                      |                                                                        |
| 20-11-2018                                                             | Adalia                                                                 | Turchia                                                                | 0 – 0                                                                  | Ucraina                                                                | Amichevole                                                             | -                                                                      |                                                                        |
| 6-9-2018                                                               | Uherské Hradiště                                                       | Rep. Ceca                                                              | 1 – 2                                                                  | Ucraina                                                                | UEFA Nations League 2018-2019 - 1º turno                               | -                                                                      |                                                                        |
| 9-9-2018                                                               | Kiev                                                                   | Ucraina                                                                | 1 – 0                                                                  | Slovacchia                                                             | UEFA Nations League 2018-2019 - 1º turno                               | -                                                                      |                                                                        |
| 16-10-2018                                                             | Kiev                                                                   | Ucraina                                                                | 1 – 0                                                                  | Rep. Ceca                                                              | UEFA Nations League 2018-2019 - 1º turno                               | -                                                                      |                                                                        |
| 16-11-2018                                                             | Trnava                                                                 | Slovacchia                                                             | 4 – 1                                                                  | Ucraina                                                                | UEFA Nations League 2018-2019 - 1º turno                               | -                                                                      |                                                                        |
| 22-3-2019                                                              | Lisbona                                                                | Portogallo                                                             | 0 – 0                                                                  | Ucraina                                                                | Qual. Euro 2020                                                        | -                                                                      |                                                                        |
| 25-3-2019                                                              | Lussemburgo                                                            | Lussemburgo                                                            | 1 – 2                                                                  | Ucraina                                                                | Qual. Euro 2020                                                        | -                                                                      | 79’                                                                    |
| 7-6-2019                                                               | Leopoli                                                                | Ucraina                                                                | 5 – 0                                                                  | Serbia                                                                 | Qual. Euro 2020                                                        | -                                                                      |                                                                        |
| 10-6-2019                                                              | Leopoli                                                                | Ucraina                                                                | 1 – 0                                                                  | Lussemburgo                                                            | Qual. Euro 2020                                                        | -                                                                      | 67’                                                                    |
| 10-9-2019                                                              | Dnipropetrovsk                                                         | Ucraina                                                                | 2 – 2                                                                  | Nigeria                                                                | Amichevole                                                             | -                                                                      |                                                                        |
| 14-10-2019                                                             | Kiev                                                                   | Ucraina                                                                | 2 – 1                                                                  | Portogallo                                                             | Qual. Euro 2020                                                        | -                                                                      |                                                                        |
| 17-11-2019                                                             | Belgrado                                                               | Serbia                                                                 | 2 – 2                                                                  | Ucraina                                                                | Qual. Euro 2020                                                        | -                                                                      |                                                                        |
| 10-10-2020                                                             | Kiev                                                                   | Ucraina                                                                | 1 – 2                                                                  | Germania                                                               | UEFA Nations League 2020-2021 - 1º turno                               | -                                                                      |                                                                        |
| 13-10-2020                                                             | Kiev                                                                   | Ucraina                                                                | 1 – 0                                                                  | Spagna                                                                 | UEFA Nations League 2020-2021 - 1º turno                               | -                                                                      |                                                                        |
| 24-3-2021                                                              | Saint-Denis                                                            | Francia                                                                | 1 – 1                                                                  | Ucraina                                                                | Qual. Mondiali 2022                                                    | -                                                                      |                                                                        |
| 28-3-2021                                                              | Kiev                                                                   | Ucraina                                                                | 1 – 1                                                                  | Finlandia                                                              | Qual. Mondiali 2022                                                    | -                                                                      |                                                                        |
| 31-3-2021                                                              | Kiev                                                                   | Ucraina                                                                | 1 – 1                                                                  | Kazakistan                                                             | Qual. Mondiali 2022                                                    | -                                                                      | 87’                                                                    |
| 23-5-2021                                                              | Kharkiv                                                                | Ucraina                                                                | 1 – 1                                                                  | Bahrein                                                                | Amichevole                                                             | -                                                                      | 78’                                                                    |
| 3-6-2021                                                               | Dnipro                                                                 | Ucraina                                                                | 1 – 0                                                                  | Irlanda del Nord                                                       | Amichevole                                                             | -                                                                      |                                                                        |
| 7-6-2021                                                               | Charkiv                                                                | Ucraina                                                                | 4 – 0                                                                  | Cipro                                                                  | Amichevole                                                             | -                                                                      | 61’                                                                    |
| 13-6-2021                                                              | Amsterdam                                                              | Paesi Bassi                                                            | 3 – 2                                                                  | Ucraina                                                                | Euro 2020 - 1º turno                                                   | -                                                                      |                                                                        |
| 17-6-2021                                                              | Bucarest                                                               | Ucraina                                                                | 2 – 1                                                                  | Macedonia del Nord                                                     | Euro 2020 - 1º turno                                                   | -                                                                      |                                                                        |
| 21-6-2021                                                              | Bucarest                                                               | Ucraina                                                                | 0 – 1                                                                  | Austria                                                                | Euro 2020 - 1º turno                                                   | -                                                                      |                                                                        |
| 29-6-2021                                                              | Glasgow                                                                | Svezia                                                                 | 1 – 2 dts                                                              | Ucraina                                                                | Euro 2020 - Ottavi di finale                                           | -                                                                      |                                                                        |
| 3-7-2021                                                               | Roma                                                                   | Ucraina                                                                | 0 – 4                                                                  | Inghilterra                                                            | Euro 2020 - Quarti di finale                                           | -                                                                      |                                                                        |
| 1-9-2021                                                               | Nur-Sultan                                                             | Kazakistan                                                             | 2 – 2                                                                  | Ucraina                                                                | Qual. Mondiali 2022                                                    | -                                                                      |                                                                        |
| 16-11-2021                                                             | Zenica                                                                 | Bosnia ed Erzegovina                                                   | 0 – 2                                                                  | Ucraina                                                                | Qual. Mondiali 2022                                                    | -                                                                      | 82’                                                                    |
| 1-6-2022                                                               | Glasgow                                                                | Scozia                                                                 | 1 – 3                                                                  | Ucraina                                                                | Qual. Mondiali 2022                                                    | -                                                                      |                                                                        |
| 5-6-2022                                                               | Cardiff                                                                | Galles                                                                 | 1 – 0                                                                  | Ucraina                                                                | Qual. Mondiali 2022                                                    | -                                                                      |                                                                        |
| 8-6-2022                                                               | Dublino                                                                | Irlanda                                                                | 0 – 1                                                                  | Ucraina                                                                | UEFA Nations League 2022-2023 - 1º turno                               | -                                                                      | 72’                                                                    |
| 11-6-2022                                                              | Łódź                                                                   | Ucraina                                                                | 3 – 0                                                                  | Armenia                                                                | UEFA Nations League 2022-2023 - 1º turno                               | 1                                                                      |                                                                        |
| 14-6-2022                                                              | Łódź                                                                   | Ucraina                                                                | 1 – 1                                                                  | Irlanda                                                                | UEFA Nations League 2022-2023 - 1º turno                               | -                                                                      |                                                                        |
| 21-9-2022                                                              | Glasgow                                                                | Scozia                                                                 | 3 – 0                                                                  | Ucraina                                                                | UEFA Nations League 2022-2023 - 1º turno                               | -                                                                      |                                                                        |
| 26-3-2023                                                              | Londra                                                                 | Inghilterra                                                            | 2 – 0                                                                  | Ucraina                                                                | Qual. Euro 2024                                                        | -                                                                      | 61’                                                                    |
| 14-10-2023                                                             | Praga                                                                  | Ucraina                                                                | 2 – 0                                                                  | Macedonia del Nord                                                     | Qual. Euro 2024                                                        | 1                                                                      | 87’                                                                    |
| 17-10-2023                                                             | Ta' Qali                                                               | Malta                                                                  | 1 – 3                                                                  | Ucraina                                                                | Qual. Euro 2024                                                        | -                                                                      | 76’                                                                    |
| Totale                                                                 |                                                                        | Presenze                                                               | 49                                                                     |                                                                        | Reti                                                                   | 3                                                                      |                                                                        |

## Palmarès

### Competizioni nazionali
- Perša Liha: 1

Sevastopol': 2012-2013
- Supercoppa d'Ucraina: 2

Dinamo Kiev: 2019, 2020
- Coppa d'Ucraina: 2

Dinamo Kiev: 2019-2020, 2020-2021
- Campionato ucraino: 2

Dinamo Kiev: 2020-2021, 2024-2025

### Individuale
- Capocannoniere della Coppa d'Ucraina: 1

2015-2016 (4 reti)